# Dipodomys venustus
Dipodomys venustus — вид гризунів родини Heteromyidae. Це ендемік Каліфорнії в Сполучених Штатах.
Dipodomys venustus зустрічається на морських схилах, вкритих чапаралем або сумішшю чапаралю та дубів. Заривається в піщаних, добре дренованих, глибоких ґрунтах. Укриття та гнізда знаходяться в підземних норах, а нори знайдені на відкритих, покинутих сільськогосподарських угіддях; одна особина може мати кілька нір. Молодняк народжується в підземних норах. щороку буває один-два виводки з двох-чотирьох дитинчат. Раціон включає насіння однорічних рослин і трохи зеленої рослинності. Зберігає насіння під землею або в поверхневих ямах.